# Great Chart with Singleton
Bethersden est une paroisse civile du Kent, en Angleterre.